# Mirko Valentić
Mirko Valentić (Ivanjska, kraj Banje Luke, 19. rujna 1932. – Zagreb, 18. siječnja 2025.) bio je hrvatski povjesničar. 

## Životopis
Godine 1961. diplomirao je povijesnu grupu na Filozofskom fakultetu Sveučilišta u Zagrebu a od iste godine pa do 1964. godine bio je profesor povijesti u Školi za odgajateljice u Zagrebu. Od 1964. do 1971. godine kustos je u Povijesnom muzeju Hrvatske a 1971. godine zaposlio se je u Hrvatskom institutu za povijest u Zagrebu (nekadašnji Institut za historiju radničkog pokreta Hrvatske). Godine 1978. doktorirao je povijest na Filozofskom fakultetu u Zagrebu s temom Vojna krajina i pitanje njenog sjedinjenja s Hrvatskom 1861. – 1881. Bio je ravnatelj u Hrvatskom institutu za povijest u Zagrebu od 1991. do 2002. godine., predavač na Odsjeku za povijest pri Hrvatskim studijima. U znanstvenom radu proučava povijest Vojne krajine, vlaškog etnika na hrvatskim prostorima te povijest gradišćanskih Hrvata.
U mirovinu je otišao 30. prosinca 2002. godine.
Godine 2002. postao je predsjednik Hrvatskoga kulturnog društva "Banja Luka" u Zagrebu.

## Djela
- Kameni spomenici Hrvatske XIII-XIX stoljeća, Zagreb, 1969.
- Gradišćanski Hrvati od XVI. stoljeća do danas, Zagreb 1970.
- Die Burgelaendische Kroaten, Eisenstadt, 1972.
- Vojna krajina i pitanje njezina sjedinjenja s Hrvatskom 1849–1881., Zagreb, 1981.
- Vojna krajina u Hrvatskoj, Zagreb, 1981. (suautor Fedor Moačanin)
- Izvori velikosrpske agresije: rasprave/dokumenti: kartografski prikazi, August Cesarec-Školska knjiga, Zagreb, 1991., (engl. izd., Centar za strane jezike Zagreb-AGM d.o.o., Zagreb, 1993.), (prir. Bože Čović), (suautori Miroslav Brandt, Bože Čović, Slaven Letica, Radovan Pavić,  Zdravko Tomac i Stanko Žuljić)
- Juraj Rattkay: Memoria regum et banorum Croatiae, Sclavoniae et Dalmatiae (Beč, 1652) - reprint, prijevod, komentari, Zagreb, 2001. (suautori: Zrinka Blažević, Mijo Korade, Sandor Bene)
- Rat protiv Hrvatske 1991. – 1995.: velikosrpski projekti od ideje do realizacije, Zagreb, 2010.
- War against Croatia 1991 - 1995: Greater Serbian projects from idea to implementation, Zagreb - Slavonski Brod, 2012.[3]

### Urednik
Urednikom je knjige Znameniti i zaslužni Gradišćanski Hrvati (Čakavski sabor, 1972.) autora Martina Meršića ml. te skupa sa Zvanom Črnjom i Nikolom Benčićem monografije Gradišćanski Hrvati (Čakavski sabor 1973.). Također urednikom je niza Hrvatska na tajnim zemljovidima 18. i 19. stoljeća, I-X, 1999. – 2006.

## Nagrade i odličja
- 2013.: Časni znak zemlje Gradišće.[4]

## Vanjske poveznice
- Hrvatska znanstvena bibliografija: Mirko Valentić
- Znanstveni institut Gradišćanskih Hrvatov: Mirko Valentić. Pero dogodjajev - povjesničaru Mirku Valentiću na septuagesimu  Arhivirana inačica izvorne stranice od 10. lipnja 2008. (Wayback Machine)